# Evan McMullin
David Evan McMullin (Provo, Utah, 2 april 1976) is een Amerikaanse politicus en voormalige CIA-agent. Bij de Amerikaanse presidentsverkiezingen 2016 was hij onafhankelijk kandidaat.

## Biografie
McMullin werd op 2 april 1976 geboren in Provo in de staat Utah. Hij studeerde rechten en diplomatie aan de mormoonse Brigham Young-universiteit en haalde daarin een bachelordiploma. Later haalde hij een master in de bedrijfskunde aan de gerenommeerde Wharton School van de Universiteit van Pennsylvania. Na zijn studies werd hij zendeling voor de mormoonse kerk in Brazilië.
McMullin werkte een tiental jaren als undercoveragent voor de CIA, onder andere in Syrië, Irak en Jordanië. Van 2011 tot 2013 was hij bankier bij de investeringsbank Goldman Sachs.
Zijn politieke carrière begon in 2012 toen hij als vrijwilliger werkte voor de campagne van toenmalig republikeins presidentskandidaat Mitt Romney. In 2015 werd hij werd hij chief policy director voor de republikeinen. Een jaar later stelde hij zich kandidaat voor de presidentsverkiezingen als onafhankelijke, uit protest tegen Donald Trump. Hij ontving 0,52% van de nationale stemmen. Zijn beste resultaat was in de staat Utah, waar hij een resultaat behaalde van iets boven de 21%.
In 2022 kandideerde McMullin zich als afgevaardigde in de Senaat voor Utah, opnieuw als onafhankelijke, tegen de zittende Republikeinse senator Mike Lee. De Democraten besloten in deze verkiezing geen eigen kandidaat naar voren te schuiven, maar de kandidatuur van McMullin te steunen.